# 神机营 (清朝)
神机营是清朝政府于咸丰十一年（1861年）冬建立的禁卫军，由步兵统领文祥创立，其兵员由八旗骁骑营、前锋营等各营遴选精兵组成。
神机营負責戍卫紫禁城和北海、中海、南海，亦担当隨帝巡行的扈从部队。神机营衙署位於煤渣胡同。创立初期，直隶地区的捻军和土匪活动频繁，神机营亦参与清剿:140。1900年，神机营对战八国联军大败，建制被撤销。

## 历史
1839年，御前大臣宗室奕纪创议设立，但未成军。1861年，开始练兵设营，设专操大臣16人、帮操侍卫章京22人、带队章京196人。任僧格林沁亲王掌管该营政令，遴选前锋、护军、步军、火器、等各军队精兵组成。
1862年，神机营暂移至南苑演兵操练。同治初，神机营改设官制，任为奕譞为掌印管理大臣，此后神机营获得发展壮大，此前设立的健锐、火器等营归由奕譞掌控管理。
1873年，清廷于旧衙门行宫增设一处营盘供神机营作训练场地，内置左翼、右翼、中营，共有官兵1.4万人。光绪初期，神机营分捷、胜、精、锐、健、利六营，总名曰威远六营，其中步兵队每营八十人，另有骑兵部队辅助与八旗汉军炮队。
1883年，奕譞接受李鸿章建议设立神机营机器局，该机构是北京首个以近代机器生产枪械的兵工厂。
1894年，神机营进驻南苑，共有马、步队25营，设兵营21处，其中马队10处、马炮队1处、抬枪4处，炮营、洋枪各2处，排枪、中营各1处。
1900年，神机营在八国联军打击下全军溃散，建制被撤销。

## 内部机构
神机营设有神機營掌印管理大臣1人、神機營管理大臣不定員，管理营内营务、训练任务。
神机营内设：
总理文案处
总理营务处
印务处
粮饷处
核对处
稿案处
军火局
军器库
机器局：1883年创立，机器局选址于据北京五十里远的永定河岸边三家店，其设备、材料由李鸿章采购自欧洲，厂房建设、设备采买共耗资一百万两白银。该机构负责制造枪、炮、子弹、水雷和后膛来福钢炮等军工产品。
枪炮厂
神机营还创办有电灯公司、轮船公所、熬硝公所、煤矿等。兼有武器装备供给、军事参谋功能:137、140。